# Manfred Rumpl
Manfred Rumpl (* 19. September 1960 in Mixnitz/Steiermark) ist ein österreichischer Schriftsteller.
Rumpl arbeitete zwischen 1977 und 1986 in verschiedenen Berufen, unter anderem als Elektriker. Von 1987 bis 1994 absolvierte er ein Studium der Philosophie und Pädagogik an den Universitäten Graz und Wien, das er mit einer Diplomarbeit über die Moral des Ästhetischen bei Baudelaire,
Benn und Bachmann abschloss. Seit 1986 lebt er als freier Schriftsteller in Wien.

## Preise
- 1993 Aspekte-Literaturpreis
- 1995 Literaturförderpreis der Stadt Graz
- 1997 Kulturpreis der Stadt Bruck an der Mur und Deutscher Kritikerpreis

## Werke
- Koordinaten der Liebe, Volk und Welt, Berlin 1993
- Anatol Hofers Trotz, Volk und Welt, Berlin 1995
- Im Augenblick des Zufalls, Volk und Welt, Berlin 1998
- Zirkusgasse, Reclam, Leipzig 2001
- Murphys Gesetz, Reclam, Leipzig 2003
- Fausts Fall, Luftschacht, Wien 2007
- Ihr Mann und der Fremde, Luftschacht, Wien 2008
- Die kosmische Komödie, Luftschacht, Wien 2010
- Das weibliche Element, Luftschacht, 2012
- Ein Echo jener Zeit, Droschl, 2012
- Reisende in Sachen Relativität, Picus, 2015
- Dieser Tage, Picus, 2016
- Finns Irrfahrt, Picus, 2018
- Schwarzer Jasmin, Picus, 2020